# تنها وقتی می‌خندم
تنها وقتی می‌خندم (به انگلیسی: Only When I Laugh) فیلمی ۱۲۰ دقیقه‌ای به کارگردانی گلن جوردن با بازی مارشا ماسون است.